# كلية طب الأسنان (جامعة المنوفية)
كلية طب الأسنان جامعة المنوفية هي كليه مصرية حكومية تختص بتدريس كل ما يتعلق الفم والوجه والفكين والأسنان والأنسجة المحيطة بها.

## النشأة
في 26 يوليو 2021، أكد رئيس جامعة المنوفية أن المجلس الأعلى للجامعات وافق في جلسته اليوم برئاسة الدكتور خالد عبد الغفار وزير التعليم العالي والبحث العلمي على بدء الدراسة بكلية طب الأسنان جامعة المنوفية خلال العام الجامعي 2021/ 2022.
في 04 أكتوبر 2021، أفتتح وزير التعليم العالي كلية طب الأسنان جامعة المنوفية.
في 14 أكتوبر 2021، شهد رئيس جامعة المنوفية حفل استقبال الطلاب الجدد للكلية للعام الدراسي 2021/ 2022 بقاعة المؤتمرات بالإدارة العامة للجامعة.

## مبني الكلية
مبنى كلية طب الأسنان جامعة المنوفية تم تجهيزه على أعلى مستوى طبقا للمعايير الهندسية والجودة اللازمة، ويتكون من دور أرضى وسبعة أدوار علوية يضم مدرجات وقاعات سيميوليتور ومعامل مزودة بأحدث الأجهزة، وقاعات تدريس وعيادات للتدريب العملي ومكاتب إدارية.